# Marcin Czermiński
Marcin Czermiński (ur. 7 stycznia 1860 w Glińsku, zm. 8 stycznia 1931 we Lwowie) – polski jezuita, misjonarz, hagiograf, etnograf, pionier polskiej misjologii.

## Życiorys
Marcin Czermiński urodził się w rodzinie Janusza i Zofii z domu Jędrzejewicz. Ukończył Gimnazjum św. Jacka w Krakowie. Po maturze w 1878 wyruszył na studia na Papieskim Uniwersytecie Gregoriańskim. W 1885 uzyskał tamże dyplom doktora filozofii oraz licencjata teologii. Jeszcze przed ukończeniem studiów 24 marca 1883 przyjął święcenia w bazylice św. Jana na Lateranie. Po studiach powrócił do Galicji i wstąpił do nowicjatu zakonu jezuitów w Starej Wsi. Wrócił do Krakowa, gdzie szybko zyskał znaczną popularność wśród tamtejszych jezuitów z racji wiedzy historycznej i warsztatu pisarskiego. Publikował w galicyjskich czasopismach: „Naszych Wiadomościach”, „Czasie”, „Przeglądzie Powszechnym”. Od 1889 do 1919 pracował w jezuickim periodyku „Misjach Katolickich”, gdzie po pewnym czasie został redaktorem. Przez 30 lat pracy Czermińskiego w tym miesięczniku stał się on jednym z wiodących popularnonaukowych czasopism w Galicji i Lodomerii. Było to jedno z niewielu źródeł wiedzy o krajach nieeuropejskich. Publikowano listy misjonarzy, dokumenty papieskie dotyczące misji, biogramy misjonarzy, artykuły o terenach misyjnych, aktualności z placówek misyjnych. Był kapelanem przy Zgromadzeniu Sióstr Matki Bożej Miłosierdzia w Łagiewnikach i prowadzonym przez nie szpitalu zakaźnym oraz zakładzie wychowawczym dla dziewcząt.
Czermiński także sam prowadził misje, głównie na Półwyspie Bałkańskim. Przez kilka lat działał w Bułgarii. Od 1898 do 1909 sześciokrotnie odwiedzał Bośnię i Hercegowinę, gdzie wykonywał posługę wśród tamtejszych Polaków. Dotarł także do Turcji (polska kolonia w Adampolu), Dalmacji, Czarnogóry, Albanii, Francji, Rosji, Szwecji, Niemiec, Grecji i na Kretę (1899). Po I wojnie światowej, z powodu zmiany sytuacji politycznej oraz podupadnięcia na zdrowiu, wycofał się z działalności misyjnej.
Za życia Czermińskiego ukazało się 116 jego publikacji (artykułów i książek); spisano 5056 jego kazań. Twórczość Czermińskiego obejmowała nie tylko tematykę misyjną, lecz nadto historię Kościoła, mariologię, biografistykę (opracował biogramy jezuitów (Wojciecha Męcińskiego, Maksymiliana Ryłły, Jana Beyzyma), nekrologię, hagiografię. Nadto z podróży Czermińskiego zachowały się prowadzone regularnie dzienniki i wspomnienia, spośród których wiele wydano już po jego śmierci w językach narodów, które opisywał, np. po bośniacku i albańsku. W dziennikach z podróży, poza opisem własnej działalności, sporą część poświęcał etnografii i archeologii chrześcijańskiej. Wykazując się dużą estetyką słowa, opisywał szczegółowo miejscową kulturę, zwyczaje, codzienne zajęcia, stroje ludowe, wierzenia religijne, obrzędy. Na podstawie lektur jego relacji Czermiński jawi się jako człowiek otwarty na inność religijną (w tym islam) i etniczną. Jego prace także przez współczesnych badaczy określane są jako „cenne źródło etnograficzne”.